# Neptis coreana
Neptis coreana är en fjärilsart som beskrevs av Nakahara och Teiso Esaki 1929. Neptis coreana ingår i släktet Neptis och familjen praktfjärilar. Inga underarter finns listade i Catalogue of Life.